# Флоридский пролив
Флоридский пролив (англ. Straits of Florida, исп. Estrecho de Florida) — пролив, соединяющий Мексиканский залив и Атлантический океан.

## География
На севере и западе пролив ограничен полуостровом Флорида и цепью островов Флорида-Кис, с юга — островом Куба, продолжается на восток до Багамских Островов. Длина 651 км, минимальная ширина, согласно Большой российской энциклопедии, 80 км, согласно Британской энциклопедии — 150 км. Наименьшая глубина на фарватере 150 м.
Через пролив проходит Флоридское течение — начальная стадия Гольфстрима. Течение направляется на восток из Мексиканского залива, скорость у поверхности во Флоридском проливе от 6,5 до 9,5 км/ч. Помимо Флоридского течения, несущего воду на северо-восток, в проливе зафиксированы также течения, переносящие воду на юго-запад: прибрежное течение к западу от основного, вдоль восточного побережья полуострова Флорида, и подводное течение со скоростью от 2 до 4 морских миль в час, затрагивающее слои под поверхностными.
Температура поверхностного слоя воды наиболее низкая (25—26 °C) с декабря по март, когда на неё влияет приток более холодной воды из Мексиканского залива, и наиболее высокая с июля по сентябрь (от 29,0 °C до 29,4 °C); средняя годичная температура поверхностного слоя воды 27,5 °C. На солёность воды в поверхностных слоях влияют сезонная миграция внутритропической зоны конвергенции между 15° с. ш. и 5° ю. ш. и изменяющийся режим испарения и осадков. В районе Флоридского пролива солёность поверхностного слоя наиболее высока в январе—июне (36,1-36,2 ‰) и опускается до 35,9 ‰ в августе—декабре.
Флоридский залив, согласно данным на начало 2000-х годов, характеризует наибольшее разнообразие видов рыб в Атлантическом океане, а также самая высокая концентрация эндемичных видов.

## История
Впервые сообщение о прохождении пролива оставил испанский путешественник Хуан Понсе де Леон в 1513 году. Этот морской проход использовался испанскими судами в процессе колонизации Центральной и Южной Америки. В 1600-е и 1700-е годы в водах пролива также промышляли многочисленные пираты. В 1622 году в проливе был захвачен ураганом испанский флот из 28 судов, направлявшихся из Гаваны в Европу с грузом серебра, золота и изумрудов из заокеанских владений, а также многочисленными пассажирами. В буре погибли 8 судов, затонувших на отрезке между группами островов Маркисас-Кис и Драй-Тортугас. Самым известным из погибших в эту ночь кораблей стал галеон «Нуэстра Сеньора де Аточа», на борту которого находилось грузов на сумму, эквивалентную 300 млн долларов по современному курсу. В ходе Второй мировой войны проливом проходили в Мексиканский залив немецкие подводные лодки.

## Экономическое значение
Воды пролива омывают порты Майами (США) и Гавана (Куба). Граница между экономическими зонами США и Кубы проходит по середине пролива, как определено договором 1977 года между США и Кубой.
Флоридский пролив исторически служит основным морским проходом для судов, направляющихся с севера и востока в Мексиканский залив и к Панамскому каналу. Это делает его одним из наиболее оживлённых морских путей в мире. В начале 2000-х годов по проливу ежегодно проходили порядка 8 тысяч грузовых судов (соотношение сухогрузов и танкеров примерно 3:2) и несколько сотен круизных лайнеров. Один только город Ки-Уэст в архипелаге Флорида-Кис использовался в 2000 году как порт назначения 22 круизными компаниями, приняв за год почти 800 тысяч пассажиров. В силу того, что через Флоридский пролив проходит свыше половины нефти и нефтепродуктов США, ВМС США включают его в список 12 наиболее стратегически важных морских проходов в мире.
В начале XXI века правительство Кубы заинтересовалось перспективами добычи нефти в прибрежной зоне Флоридского пролива. В 2012 году началось бурение первой пробной скважины с полупогружной платформы Scarabeo 9. По оценке Геологической службы США, неразведанные запасы сырой нефти в Северо-Кубинском бассейне могут достигать 4,6 млрд баррелей, однако добыча в оживлённом морском проходе сопряжена с трудностями и чревата опасностью разливов нефти с тяжёлыми экологическими последствиями.